# Helicteres cidii
Helicteres cidii är en malvaväxtart som beskrevs av Cristóbal. Helicteres cidii ingår i släktet Helicteres och familjen malvaväxter. Inga underarter finns listade i Catalogue of Life.